# 奧霍霍納

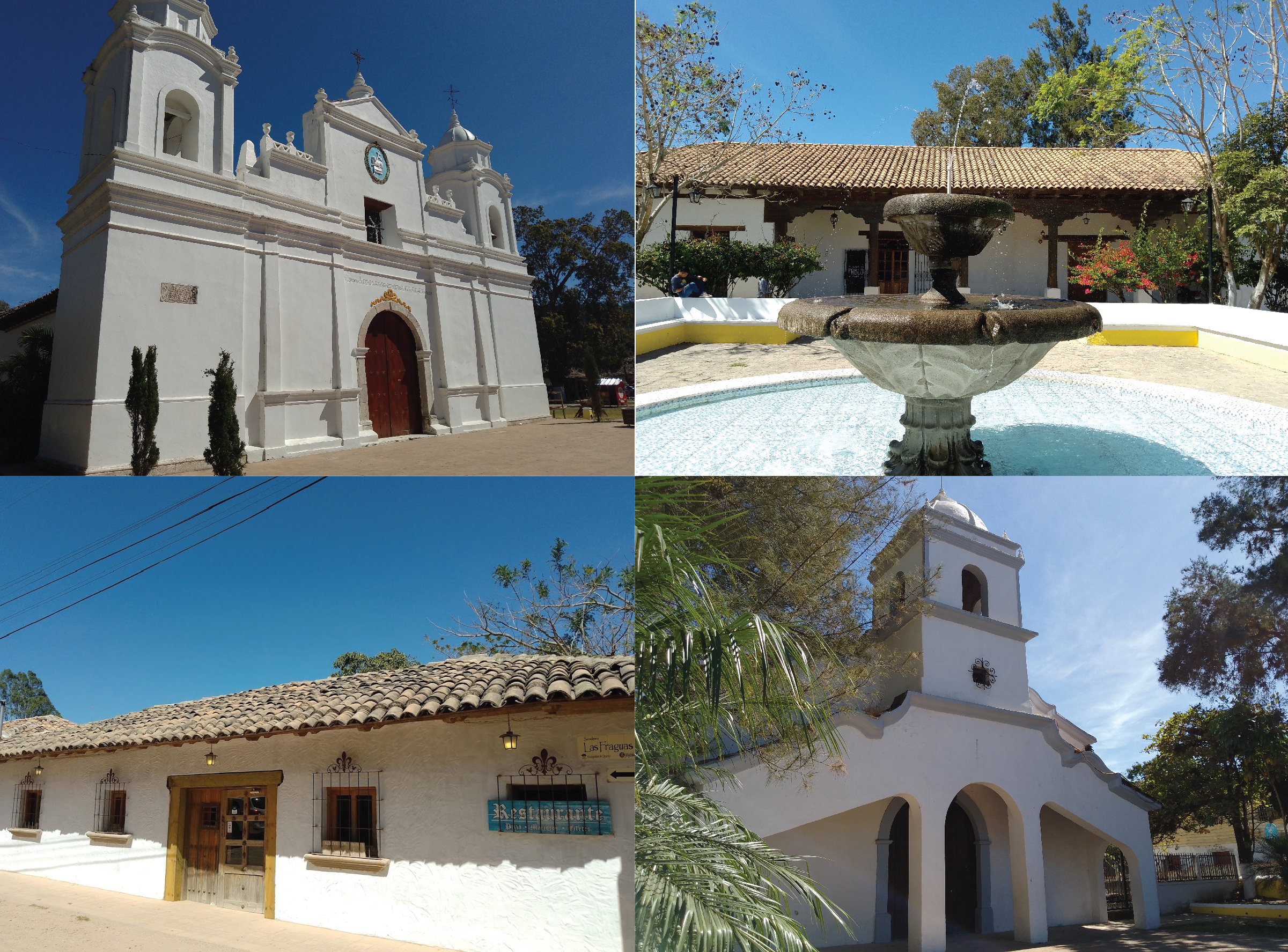
奧霍霍納

奧霍霍納（西班牙語：Ojojona），是洪都拉斯的城鎮，位於該國中部，由弗朗西斯科-莫拉桑省負責管轄，始建於1791年，面積259.64平方公里，海拔高度1,409米，2001年人口8,064，人口密度每平方公里31.06人。
13°56′N 87°18′W / 13.933°N 87.300°W